# Martes zibellina

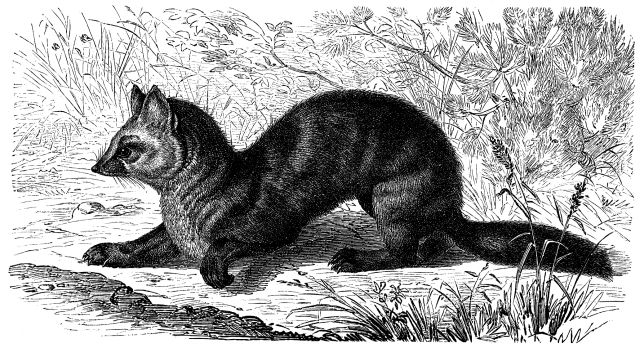
Grabado de 1887 de una marta cibelina.

La marta cibelina o marta cebellina (Martes zibellina) es, entre las diferentes especies de marta, la que tiene más demandada por su piel  de pelaje notablemente más fino que las pieles de las demás de su género.
Es un pequeño mamífero carnívoro de la familia de los mustélidos que habita en los entornos forestales densos del sur de Rusia, partiendo desde los montes Urales, a lo largo de Siberia y el norte de Mongolia, Este hábitat, también se extiende por el este de Kazajistán, China, Corea del Norte, hasta alcanzar la isla de Hokkaidō en Japón. 
La marta cibelina, originalmente se extendía también por la Rusia europea, Polonia y Escandinavia. 
Debe su fama principalmente a su piel, muy apreciada para la confección de diversos tipos de vestimentas (principalmente abrigos, chals y sombreros o gorros de invierno de lujo, como los típicos Ushanka rusos). 
El color de la marta cibelina varía desde el castaño hasta el negro, siendo este último el más apreciado. El negro más puro entre las pieles de marta cibelina recibe el nombre de "diamante negro."
Las martas cebellinas son conocidas por su lujosa piel, que es más suave y sedosa que la de los martas americanas u otras especies de martas. Estas martas se parecen en tamaño y apariencia a las martas de pino, pero tienen cabezas más alargadas, orejas más largas y colas más cortas. Son hábiles trepadores y cazan principalmente por sonido y olfato. La reproducción ocurre entre junio y agosto, y las camadas típicamente tienen dos o tres crías. La piel de este tipo de marta es muy valorada en el comercio de pieles desde la Alta Edad Media hasta la actualidad, y su popularidad ha impulsado su caza, así como también los nuevos esfuerzos de conservación.

## Etimología (origen del nombre)
El nombre parece ser de origen eslavo. pues este nombre ancestral habría entrado en la mayoría de las lenguas de Europa Occidental a través del comercio de pieles de la Alta Edad Media, probablemente desde Siberia, donde el tráfico comercial de pieles era en esas épocas el más intenso. En inglés, su nombre es Sable, el cual deriva del francés antiguo sable o saible, el cual a su vez viene del ruso sóbol, del cual derivarían el alemán Zobel, y el neerlandés Sabel, Por otro lado, los nombres cambian notablemente en las áreas con lenguas romance. Así se tiene los términos zibelline (francés), cibelina o cebellina (castellano), soopeli (finés) y zibellina (latín medieval) derivan de su nombre en italiano (zibellino)[cita requerida]. Solo en el francés es que se nota esta ambivalencia de origen.
El término se ha convertido en una descripción genérica para algunas razas de algunas especies de animales de pelaje negro, como los gatos sable o los conejos sable, y para el color negro en la heráldica.

## Biología y ecología
Las martas cibelinas son depredadores diurnos, las cuales se guían por su olfato y oído para localizar y cazar a sus presas. En periodos de adversidad, como por ejemplo bajo tormentas de nieve, o cuando están siendo cazadas por humanos, pueden esconderse en sus madrigueras durante varios días. En estado salvaje pueden ser agresivas; aunque existen martas cibelinas "domesticadas" (tenidas como mascotas) que han sido descritas como juguetonas, curiosas, e incluso dóciles (si se las separa pronto de su madre). Son fundamentalmente animales terrestres, y cazan y construyen sus madrigueras en el suelo de los bosques que habitan. Se alimentan principalmente de ardillas, ratones, pequeñas aves y peces. Cuando sus presas habituales escasean, se pueden alimentar de bayas, vegetación y piñones. Bajo condiciones climatológicas extremas almacenan comida en su guarida.

## Descripción
Los machos miden entre 38 y 56 centímetros de longitud corporal, con una cola que mide entre 9 y 12 centímetros, y pesan entre 880 y 1,800 gramos. Las hembras tienen una longitud corporal de 35 a 51 centímetros con una longitud de cola de 7.2 a 11.5 centímetros. El pelaje invernal es más largo y lujoso que el abrigo de verano. Diferentes subespecies muestran variaciones geográficas en el color del pelaje, que varía de marrón claro a oscuro, siendo el color individual más claro en la parte ventral y más oscuro en la espalda y las patas. Las martas cibelinas japoneses (conocidos localmente como クロテン o kuroten) en particular, muestran tener sus patas en color negro. Los individuos también presentan una mancha de pelaje claro en la garganta que puede ser gris, blanca o amarilla pálida. El pelaje es mucho más suave y sedoso que el de las martas americanas. Las martas cibelinas se parecen mucho a los martas de pino en tamaño y apariencia, pero tienen cabezas más alargadas, orejas más largas y colas proporcionalmente más cortas, aunque con cráneos más grandes y robustos y con arcos cigomáticos más arqueados.

## Hábitat y comportamiento
Las martas cibelinas habitan en bosques densos dominados por abetos, pinos, alerces, cedros siberianos y abedules, tanto en terrenos de llanuras bajas como en terrenos montañosos. Defienden territorios que pueden tener desde 4 hasta 30 kilómetros cuadrados de tamaño, dependiendo del tipo de terreno y de la disponibilidad de alimentos. Sin embargo, cuando los recursos son escasos, pueden recorrer grandes distancias en busca de comida, habiéndose registrado extensiones de viaje de 6 a 12 kilómetros por día.
Las martas cibelinas viven en madrigueras cerca de las orillas de los ríos y en las partes más densas de los bosques. Estas madrigueras suelen estar aseguradas al estar excavadas entre las raíces de los árboles. Son buenos escaladores de acantilados y árboles. Son principalmente de hábitos crepusculares, cazando durante las horas del crepúsculo, pero se vuelven más activos durante el día durante la temporada de apareamiento. Sus madrigueras son muy bien ocultas y están forradas de hierba y pelo desprendido. Estas pueden ser permanentes o temporales, estas últimas especialmente durante el invierno, cuando el animal viaja más ampliamente en busca de presas.
Las martas cibelinas son omnívoras y su dieta varía según la temporada. En verano, comen grandes cantidades de liebres de montaña y otros mamíferos pequeños. En invierno, cuando están confinadas en sus refugios por la escarcha y la nieve, se alimentan de bayas silvestres, roedores, liebres e incluso ciervos almizcleros pequeños. También cazan armiños, pequeñas comadrejas y aves. A veces, las martas siguen las huellas de lobos y osos, para alimentarse de los restos de sus presas. Comen gasterópodos como babosas y caracoles, que frotan en el suelo para eliminar la mucosidad. Las martas cibelinas también comen ocasionalmente pescado, que atrapan con sus patas delanteras.
Cazan principalmente por sonido y olor, y tienen un agudo sentido del oído. Las martas marcan su territorio con el aroma producido en glándulas localizadas en el abdomen. Los depredadores de la marta incluyen varios carnívoros más grandes, como lobos, zorros, glotones, tigres, linces, águilas y búhos grandes.

## Reproducción
El apareamiento entre las Martas Cebellinas, generalmente ocurre entre junio y mediados de agosto, aunque estos rangos pueden variar ligeramente geográficamente. Al cortejar, estas martas corren, saltan y "gruñen" como gatos. Los machos excavan surcos poco profundos de un metro de longitud en la nieve, frecuentemente acompañados de un marcaje por orina. Los machos luchan violentamente entre sí por las hembras. Las hembras entran en celo en la primavera tardía, el cual suele durar hasta mediados del verano. El apareamiento mismo puede durar hasta ocho horas. Después de la inseminación, el blastocisto no se implanta en la pared del útero de la hembra inmediatamente. En cambio, la implantación ocurre ocho meses después. Aunque la gestación dura de 245 a 298 días (contada esta, desde la inseminación, hasta el nacimiento de las crías), el desarrollo embrionario solo requiere de 25 a 30 días. Las Martas Cebellinas dan a luz generalmente en huecos de árboles, donde construyen nidos compuestos de musgo, hojas y hierba seca. Las camadas varían de una a siete crías, aunque las camadas de dos o tres de estas son las más comunes. Los machos ayudan a las hembras defendiendo sus territorios y proporcionando alimento. 
Las Martas Cebellinas nacen con los ojos cerrados y la piel cubierta por una capa muy fina de pelo. Los cachorros recién nacidos pesan entre 25 a 35 gramos y en promedio miden de 10 a 12 centímetros de longitud. Abren los ojos después de los 30 a 36 días del alumbramiento, y abandonan el nido poco después. A las siete semanas, los jóvenes son destetados y la madre les comienzan a dar comida regurgitada. Alcanzan la madurez sexual a la edad de dos años. Se ha reportado que viven hasta veintidós años en granjas de pieles, y hasta dieciocho años en la naturaleza. 
Las Martas Cebellinas pueden hibridarse con martas europeas comunes (Martes martes). Esto se ha observado en la naturaleza, donde ambas especies se superponen en los Montes Urales, y a veces, estas hibridaciones se fomentan deliberadamente en las granjas de pieles. El híbrido resultante, conocido como ‘’’kidus,‘’’ es ligeramente más pequeño que una Marta Cebellina pura. Tiene pelaje más áspero, pero con marcas similares, y una larga cola peluda. Los kidus son típicamente estériles, aunque ha habido un caso registrado de una hembra de kidus que logró reproducirse con un macho de Marta Europea.

## Distribución
En Rusia, la distribución de la marta cibelina, es en gran parte el resultado de reintroducciones masivas que involucraron, alrededor de 19,000 animales entre 1940 y 1965. Su rango se extiende hacia el norte hasta la línea de árboles y hacia el sur hasta las latitudes de 55 a 60° en Siberia occidental, y 42° en las áreas montañosas del este de Asia. Su distribución occidental abarca los Montes Urales, donde son simpátricos (de simpatría) con la marta de pino europea. También se encuentran en Sajalín (extremo oriental de Rusia).
En Mongolia, las martas cibelinas se encuentran en las montañas Altái y en los bosques circundantes del Lago Hovsgol, este último siendo contiguo a la región del bosque boreal de Talrans-Baikal de donde provienen las pieles de martas cibelinas más valiosas. En China, las martas cibelinas se encuentran en un área limitada de la Región Autónoma Uygur de Xinjiang. En el noreste de China, el rango de las martas cibelinas ahora está limitado a la Cordillera de los Khingan Mayores. En el este de Heilongjiang, se tiene algo de información sobre la existencia de martas cibelinas en la Cordillera de los Khingan Menores. Las martas cibelinas también se encuentran en Hokkaido (la isla más septentrional de Japón) y en la península de Corea.
Debido a la apariencia variable de la marta cibelina en diferentes localidades geográficas, ha habido cierta controversia sobre el número exacto de subespecies que se pueden identificar claramente. El Mammal Species of the World (“Las Especies Mamíferas del Mundo”) reconoce diecisiete subespecies diferentes, pero otras fuentes académicas recientes han identificado diferentes números, que van: Desde siete hasta treinta subespecies diferentes.

## Historia del uso y estatus de la piel
La piel de Las Martas Cebellinas, ha sido un artículo muy valorado en el comercio de pieles desde la Alta Edad Media (Siglos V al X) hasta la actualidad, y es porque se considera generalmente que tiene la piel más hermosa y de tonos más estéticos entre las martas y entre los animales de piel fina. La piel de Marta Cebellina es única, porque, entre otras características deseables, mantiene su suavidad en todas las direcciones en que se la acaricie. La piel de otros animales se siente áspera cuando se acaricia contra el grano. Un rico diplomático ruso del siglo XVII describió una vez a cualquiera de estas pieles, como a “esa bestia que los antiguos griegos y romanos llamaban el Vellocino de Oro." Las Martas Cebellinas Rusas, generalmente eran desolladas por la boca, para evitar el hacer así, cualquier tipo de incisión o daño en el cuerpo y así poder mantener a las pieles en un estado de perfección. Hasta se mantenían las patas, y algunas veces hasta la piel de la cabeza para conservar la mayor cantidad de piel posible, al tiempo de hacer ostentación, de que la piel provenía de un animal fino. Por ejemplo, en un afán de presentarse con aureolas de nobleza, los sacerdotes bizantinos usaban las pieles de Martas Cebellinas para sus rituales.
En Inglaterra, la piel de Marta Cebellina era altamente apreciada desde antes de la Edad Media Plena. Por ejemplo: Enrique I recibió una corona de piel de Marta Cebellbina negra del obispo de Lincoln, de un costo no menor a 100 libras (este es un dato antojadizo de la página en inglés. Enrique I reino entre 1100 al 1130 d. C. En esa época no había libras esterlinas. Una mejor aproximación, sería averiguar el precio de una prenda de similar tamaño el día de hoy, Un chaleco pequeño de Marta Cebellina, cuesta el día de hoy alrededor de €15 000 Euros, un abrigo €150 000 Euros), una suma considerable en esa época. La piel de Marta Cebellina era la favorita de Enrique VIII (1,509-1547), quien una vez recibió cinco conjuntos de vestuario de piel de Marta Cebellina (conjuntos, hechos solo como para un rey) valorados en 400 libras cada uno, del Emperador Carlos V, (nuevamente, un dato incorrecto. La moneda era la Corona). Enrique más tarde decretó que la piel de Marta Cebellina, solo podría ser utilizada por nobles que excedieran el rango de Vizconde. La Conquista Rusa de Siberia fue en gran medida impulsada por la amplia  disponibilidad de Martas Cebellinas allí. Iván Grozny (Iván el Terrible), una vez exigió un tributo anual de 30,000 pieles de Marta Cebellina de los recién conquistados Tártaros de Kazán, aunque nunca enviaron más de mil, ya que Rusia en ese momento no podía hacer cumplir el tributo debido a las guerras con Suecia y Polonia. Las mejores pieles se obtenían de Irkutsk y Kamchatka.
Según la Historia Secreta de los Mongoles, cuando Gengis Kan se casó con su primera esposa, Börte Ujin, su madre Hoelun, recibió un abrigo de piel de Marta Cebellina por parte de sus consuegros. Este fue supuestamente un regalo muy noble, que servía no solo a una necesidad estética, sino también a una práctica (mostraba un estatus de nobilidad). Poco después, cuando el joven Shigi Qutuqu fue encontrado vagando por un campamento tártaro destruido y en un estado de estupor, se le reconoció como proveniente de un noble linaje, debido a su jubón de seda forrado de Marta Cebellina.
Según los Viajes de Atkinson en Rusia Asiática, el río Barguzin, el cual desemboca en el Lago Baikal, era famoso por la abundancia de sus Martas Cebellinas. Estas martas tienen todavía la particularidad de tener el pelaje de toda esta población de un negro azabache profundo, pero con sus pelos de puntas blancas. A veces, los cazadores exigían entre ochenta y noventa dólares por una sola piel sin tratar a fines del siglo XIX y  comienzos del siglo XX (unos $3600 de hoy día). En 1916, se creó la primera reserva natural en el Imperio Ruso, -conocida como la Reserva Natural de Barguzin,- precisamente para preservar y aumentar el número de Martas Cebellinas de Barguzin. El pelaje de la Marta Cebellina, seguiría siendo el más favorecido en Rusia, hasta el descubrimiento de las nutrias marinas en la península de Kamchatka, cuyo pelaje se comenzó a considerar incluso más valioso. Las pieles de Martas Cebellinas eran codiciadas por la nobleza del Imperio Ruso, siendo muy pocas las pieles que se encontraban fuera del país, por ese motivo y durante ese período. Sin embargo, unas pocas, eran obtenidas de forma privada e ilegal por comerciantes judíos y llevadas anualmente a la feria de Leipzig, donde alcanzaban precios muchísimo más elevados. Con frecuencia, la caza de Martas Cebellinas, era un trabajo asignado a convictos exiliados en Siberia.
Las compañías de pieles del Imperio Ruso, producían 25,000 pieles anualmente, con casi noventa por ciento de la producción siendo exportada a Francia y a Alemania. Las túnicas cívicas del alcalde de la ciudad y de los líderes de la Corporación de Londres, que se usaban en ocasiones de Estado, estaban adornadas con piel de Marta Cebellina. Al igual que con el caso de las nutrias y las martas comunes, las martas cibelinas se capturaban comúnmente con trampas de acero. La caza indiscriminada en Rusia en el siglo XIX y principios del siglo XX de estos animales, causó una disminución tan severa en sus números que, se instituyó una prohibición de caza por cinco años en 1935, seguida por una cacería solo con licencia limitada en invierno. Estas restricciones, junto con el desarrollo de granjas de Martas Cebelinas, han permitido a la especie recolonizar gran parte de su antiguo hábitat y alcanzar en general números saludables para la especie.
La Unión Soviética permitió que las comunidades de Antiguos Creyentes continuaran con su forma de vida tradicional, con la condición de que entregaran al estado, todas las pieles de Marta Cebellina que producían (mediante crianza o caza). La disolución de la Unión Soviética, llevó a un aumento de la caza permitida y la caza furtiva en la década de los 1990s, en parte porque las pieles rusas capturadas en la naturaleza se consideran ser, las más lujosas y por tanto, exigen los precios más altos en el mercado internacional. Actualmente, la especie no tiene un estado de conservación especial según la Lista Roja de la UICN, aunque la subespecie japonesa aislada M. zibellina brachyurus está catalogada como con "datos insuficientes."
La piel de la Marta Cebellina sigue siendo muy valorada el día de hoy y se integra en diversas prendas de moda con características de ser de lujo. Se utiliza para decorar cuellos, mangas, dobladillos y sombreros (véase, por ejemplo, el shtreimel). Los llamados pinceles de pelo de Marta Cebellina kolinsky utilizados para acuarela o pintura al óleo, no están fabricados en realidad con pelo de Marta Cebellina, sino con el de la comadreja siberiana.

## La marta cibelina en la cultura
Las martas cibelinas juegan un rol importante en la novela de Martin Cruz Smith Parque Gorki (1981).
Adicionalmente, el filme documental "Happy People: A Year in the Taiga" (Gente feliz: un año en la Taiga), dirigido por Werner Herzog y Dmitry Vasyukov, se centra en la vida de los cazadores de martas cibelinas que viven en Bakhtia, una aldea en el corazón de la Taiga siberiana.
La reina de Escocia María Estuardo, llevaba un vestido de terciopelo marrón oscuro con ribetes de marta cibelina el día de su ejecución el 8 de febrero de 1587, según la novela del mismo nombre de Stefan Zweig.

## Subespecies
Martes zibellina presenta las siguientes subespecies:
- Martes zibellina angarensis
- Martes zibellina arsenjevi
- Martes zibellina averini
- Martes zibellina brachyura
- Martes zibellina ilimpiensis
- Martes zibellina jakutensis
- Martes zibellina kamtschadalica
- Martes zibellina obscura
- Martes zibellina princeps
- Martes zibellina sahalinensis
- Martes zibellina sajanensis
- Martes zibellina schantaricus
- Martes zibellina tomensis
- Martes zibellina tungussensis
- Martes zibellina yeniseensis
- Martes zibellina zibellina